# Арто, Пьер Ив
Пьер Ив Арто́ (фр. Pierre-Yves Artaud; род. 13 июля 1946, Париж) — французский флейтист, композитор, педагог.

## Биография
Закончил Парижскую консерваторию. В 1965 создал квартет флейтистов «Аркадия», в 1985 — Оркестр флейтистов Франции. В 1981—1986 по приглашению П.Булеза руководил одним из отделов IRCAM. Выступал с крупнейшими оркестрами мира под руководством известных дирижёров.
Автор сочинений для флейты.

## Репертуар
Исполняет музыку современных композиторов, в его репертуаре, среди других, С. Губайдулина, Ф. Донатони, А. Жоливе, Такэмицу, Фернихоу, Б. Жолас, А. Букурешлев, К. Хубер, Т. Мюрай, С. Лаказ, Хосокава, Д. Диллон, Л. де Пабло, Э. Нуниш, Брис Позе, Эрик Танги.

## Педагогическая деятельность
Преподаёт в Парижской консерватории, ведёт мастер-классы в Великобритании, Германии, Испании, Италии, Японии, Корее, на Тайване.

## Книги
- La flûte. Paris: J.-C. Lattès; Salabert, 1986.

## Признание
Лауреат национальных и международных премий за исполнительскую и педагогическую деятельность. Почётный доктор Бухарестского университета (2000).